# Morfin
Morfin, morfij ili morfijum je alkaloid izoliran iz opijuma, osušenog soka iscijeđenog iz nezrelih čahura vrtnog maka (lat. Papaver somniferum).

## Povijest
Opijum je pak poznat ljudima od početka civilizacije. 
Godine 1805. aktivni sastojak opijuma: morfin (poznat još i pod nazivom "morfij") izolirao je njemački farmaceut Friedrich Wilhelm Adam Sertürner. Prirodno ga se dobije iz glavice bijeloga maka (Papaver somniferum) a danas i sintetski. Za morfin se vjerovalo da predstavlja usavršeni opijum sa svim njegovim efektima, a bez stvaranja ovisnosti, pa se smatrao pouzdanim, dugotrajnim i sigurnim lijekom. To je bila zabluda.

## Kemija
Kemijsko ime je (5α,6α)-7,8-didehidro-4,5-epoksi-17-metilmorfinan-3,6-diol.
C17H19O3N · H2O. Bijela kristalna tvar koja s kiselinama stvara topljive soli. Kemijski se iz njega dobiva heroin.

## Djelovanje
Morfin je opioidni analgetik čiji su osnovni, terapijski značajni učinci, analgezija i sedacija. Veže se ponajviše nam opioidne receptore i snažno ih aktivira. Dodatno se mogu javiti promjene raspoloženja kao euforija i disforija, pospanost i ošamućenost. Morfin djeluje depresorno na respiratorni centar i na refleks kašljanja, ublažava strah, osjećaj umora i gladi, sužava zjenice, povećava tonus glatke muskulature gastrointestinalnog i urinarnog trakta.

## Primjena
Morfin je smeđi prah, a zanimljivo je da se u želucu hidrolizira u inaktivni derivat. Stoga, običnim tabletama ga nije uputno primjenjivati, jer mu je učinak izuzetno slab. Donedavno koristio se samo parenteralno. Međutim, danas su napravljene napredne formulacije acidorezistentnih kapsula koje se mogu uspješno primijeniti i oralno.
Morfin se koristi kod:
- Akutnih i kroničnih jakih bolovi različitog porijekla (povrede s teškim oštećenjima tkiva, fraktura, boli zbog malignih bolesti, postoperativne boli).
- Dopunsko liječenje akutnog infarkta miokarda.
- Dopunsko liječenje akutnog kardiogenog plućnog edema.
- Preanestetička medikacija; dodatak lokalnoj ili općoj anesteziji.
- Sprječavanje kašljanja kod malignih bolesti pluća.
- Smanjivanje peristaltike crijeva kod crijevnih krvarenja.

Također, morfin se koristi za ublažavanje boli kod osoba koje su u terminalnoj fazi bolesti. To znači da takvim bolesnicima "nema spasa", i namjerno ih se pretvara u ovisnike o morfinu da bi ostatak života proveli bar lišeni maligne boli. Primjerice, bolesnicima od malignog tumora pluća, nakon što se dokaže da nikakva daljnja terapija nije učinkovita daje se morfin jer bi u protivnom polagano umirali u izuzetno teškim bolovima. Takva terapija se naziva palijativna terapija. bez obzira na razvoj ovisnosti i tolerancije treba primijeniti doze morfina koje uklanjaju bol jer bolesnik ne bi smio patiti prije smrti.

## Posljedice
Upotreba dovodi do ovisnosti i kroničnog otrovanja.

## Zakonska regulativa
Uvršten je u Hrvatskoj na temelju Zakona o suzbijanju zlouporabe drogu na Popis droga, psihotropnih tvari i biljaka iz kojih se može dobiti droga te tvari koje se mogu uporabiti za izradu droga, pod Popis droga i biljaka iz kojih se može dobiti droga, pod Droge sukladno Popisu 1. Jedinstvene konvencije UN-a o drogama iz 1961. godine.